# سلاح المظلات

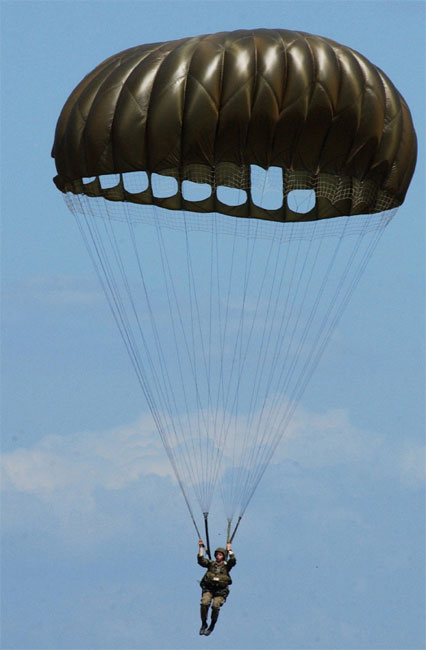
جندي مظلي أمريكي

المِظَلِّيُّ أو سلاح المظلات هي وحدات من الجنود المدربين على استخدام المظلات ويعملون عادة ضمن القوات الجوية. تستخدم القوات المظلية عادة لتحقيق فوائد إستراتيجية وتكتيكية لأنها يمكن إسقاطها عن طريق الجو على أي مكان يمكن الوصل له جواً وبالتالي تستطيع تلك القوات الوصول للأماكن التي لا تستطيع الوصول لها برياً وكذلك تستطيع النزول خلف الدفاعات والتحصينات الخاصة بالعدو.

## تاريخ
خلال سنوات ما بين الحربين، لفت التطور السريع للطائرة وتكنولوجيا الطيران انتباه المخططين العسكريين. تم اقتراح فكرة إدخال مجموعة كبيرة من القوات داخل أراضي العدو لأول مرة خلال الحرب العالمية الأولى من قبل قائد سلاح الجو الأمريكي في فرنسا - العميد وليم بيلي ميتشل.  ومع ذلك، اضطرت القيادة العليا للحلفاء إلى التخلي عن الفكرة لأنها لم تكن مستعدة كليًا لمثل هذا الشئ، من الناحية اللوجستية والعتاد على حد السواء. كانت إيطاليا والاتحاد السوفياتي من أوائل من اعترفوا بإمكانيات القوات المحمولة جواً.  جاءت أول وسيلة فعالة لدعم العمليات الجوية المحمولة للمشاة مع تطور المظلة الثابتة في إيطاليا في عشرينيات القرن العشرين، حيث يتم ربط المظلات بداخل الطائرة ونشرها تلقائيًا عند المغادرة. سمحت هذه التقنية بان يتم القفز على ارتفاعات منخفضة، مما يحد من التعرض لنيران العدو. كلمة Fallschirmjäger مشتقة من الكلمة الألمانية Fallschirm وتعني«المظلة» وJäger «صياد»، مشاة النخبة الخفيفة في الجيش البروسي.
كان السوفييت أول من أظهر الإمكانيات العسكرية للمشاة المحمولة جواً في ثلاثينيات القرن العشرين من خلال سلسلة من المناورات التي أجريت في عامي 1935 و1936.  على الرغم من أن الخام إلى حد ما (كان على المظليين السوفييت الخروج من ناقلات Tupolev TB-3 البطيئة الحركة عبر فتحة في السقف ثم وضع أنفسهم على طول الأجنحة والقفز معًا)، إلا أنهم تمكنو من إجراء عملية هبوط ل 1000 جندي خلال التمرين من خلال إنزالات جوية تبعها 2500 جندي آخرين يحملون معدات ثقيلة عن طريق الجو. شرعت القوات المجمعة في تنفيذ هجمات المشاة التقليدية بدعم من المدافع الرشاشة الثقيلة والمدفعية الخفيفة.  وكان من بين المراقبين الأجانب الحاضرين هيرمان جورينج.
تاثر جورينج بما راه واصبح طموحاوملتزمًا شخصيًا بإنشاء سلاح ألماني محمول جواً في الثلاثينيات.  وبصفته رئيس وزراء الداخلية البروسي، فقد أمر بتشكيل وحدة شرطة متخصصة في عام 1933، وهي Polizeiabteilung Wecke، المكرسة لحماية مسؤولي الحزب النازي. عُهد إلى تنظيم وحدة بوليزيمور فالتر ويك من قوة الشرطة البروسية، التي جمعت مفرزة خاصة تضم 14 ضابطًا و400 مجند في غضون يومين فقط. في 17 يوليو، تم إعادة تسمية المفرزة رسميًا باسم Landespolizeigruppe Wecke.  في 22 ديسمبر 1933، تم إعادة تسمية الوحدة مرة أخرى، لتصبح Landespolizeigruppe General Göring. نفذت الوحدة مهام الشرطة التقليدية في العامين المقبلين تحت قيادة المعاون الوزاري لجورنغ فريدريك جاكوبي، ولكن كانت نية جورنج هي إنتاج وحدة تتناسب مع الرايخسوير.
حول هيرمان جورينج Landespolizei General Göring إلى أول فوج جوي متخصص في ألمانيا، (أول أفواج المظلات) من مارس-أبريل 1935 خلال الحرب الأهلية الإسبانية مما منحها تصنيف فوج في 1 أبريل 1935 (بعد أن أعلن هتلر التجنيد الإجباري في 16 مارس 1935). وقد تم استخدام الطائرات من طراز يونكرز يو 52 كطائرة رئيسية في عمليات الانزال الجوي وقد تولى الجنرال كورت ستيودنت قيادة عمليات التدريب. تم دمج الوحدة في لوفتوافه التي تم تشكيلها حديثًا في 1 أكتوبر من نفس العام وبدأ التدريب في Altengrabow. كما أمر جورنج بتعيين مجموعة من المتطوعين للتدريب على المظلات. هؤلاء المتطوعون سيشكلون نواة كتيبة فولشيرتشيرتشن («كتيبة جنود المظلات»)، كمدربين لفولزيرتشرمتروب في المستقبل («قوات المظلات»). في يناير 1936، قام 600 مجند وضابط بتشكيل كتيبة Jäger الأولى/أر جي جي، بقيادة برونو بروير، والفيلق الهندسي الخامس عشرة/ أر جي جي وتم نقلهم إلى منطقة التدريب في Döberitz للقيام بتدريبات على القفز بينما تم إرسال بقية الكتيبة إلى Altengrabow.  تم افتتاح سلاح المظلات الألماني رسميًا في 29 يناير 1936  بدأ المجندين التدريب المظلي في مدرسة ستندال للمظلات التي تقع 96 كيلومتر (60 ميل) غرب برلين. تم تفعيل المدرسة بعد عدة أشهر من إنشاء وحدات المظلة الأولى في يناير 1936 وكانت مفتوحة لأفراد لوفتوافه النشطين والاحتياطيين. طُلب من ضباط الصف والضباط وغيرهم من رتب لوفتوافه أن يؤدو ستة قفزات بنجاح من أجل الحصول على شارة Latttwaffe Parachutist's (التي تأسست في 5 نوفمبر 1936).
استخدمت القوات المجوقلة لأول مرة أثناء احتلال ألمانيا لأوروبا. كانوا أول المظليين الألمان الذين قامو بعمليات محمولة جوا على نطاق واسع، وأصبحو يعرفو باسم «الشياطين الخضر» من قبل قوات الحلفاء الذين قاتلوا ضدها.  أستخدم الألمان القوات المجولقة أثناء احتلال فرنسا وهولندا والدنمارك التي لم تستطع المقاومة طويلا بعد أن قامت وحدة صغيرة من المظليين الألمان بالاستيلاء على الأجزاء الرئيسية للبنية التحتية أو ألحقت ضربات ساحقة على قوات الدفاع قبل قدوم الجيش الرئيسي.

## صفات مميزة

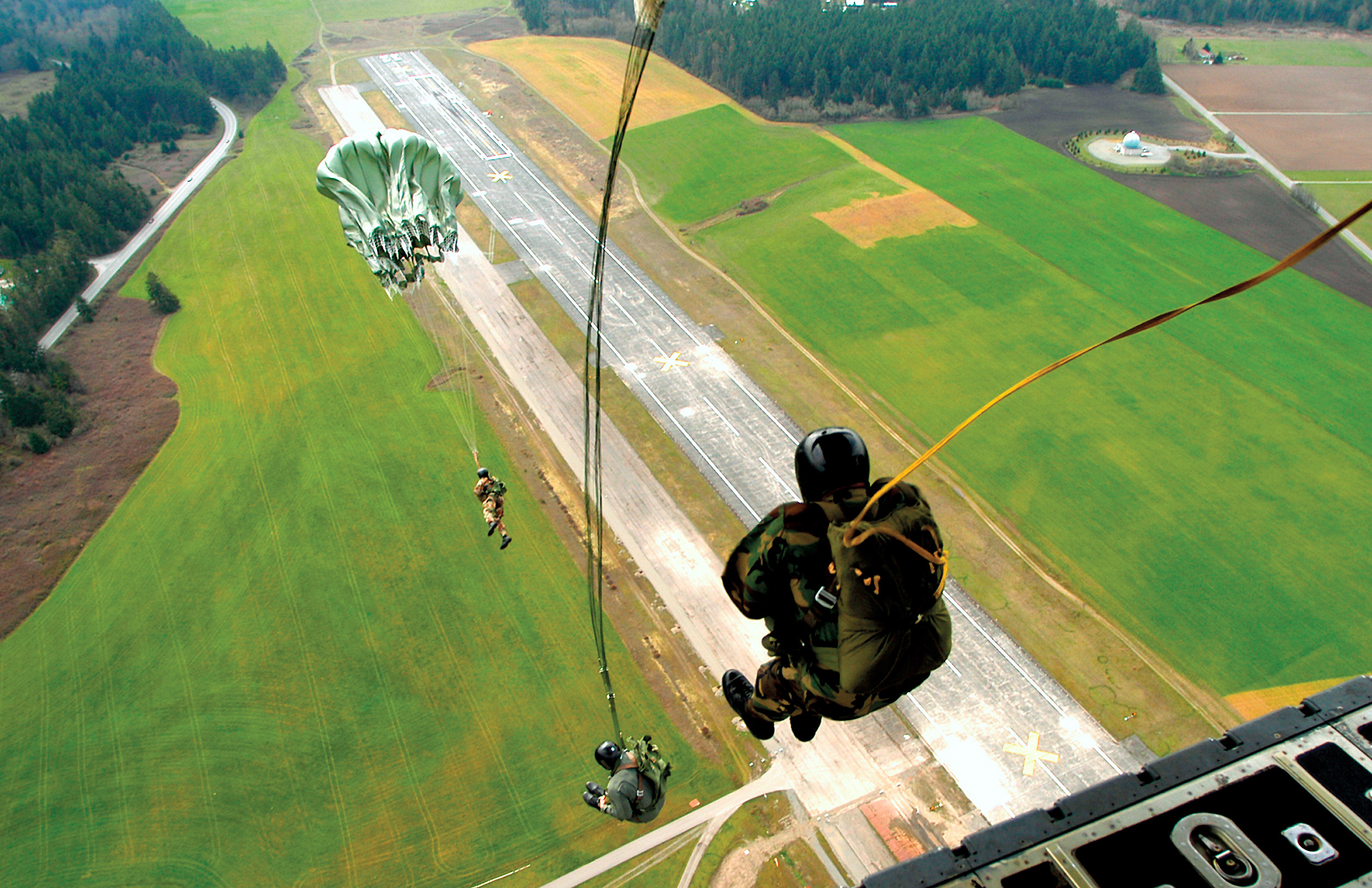

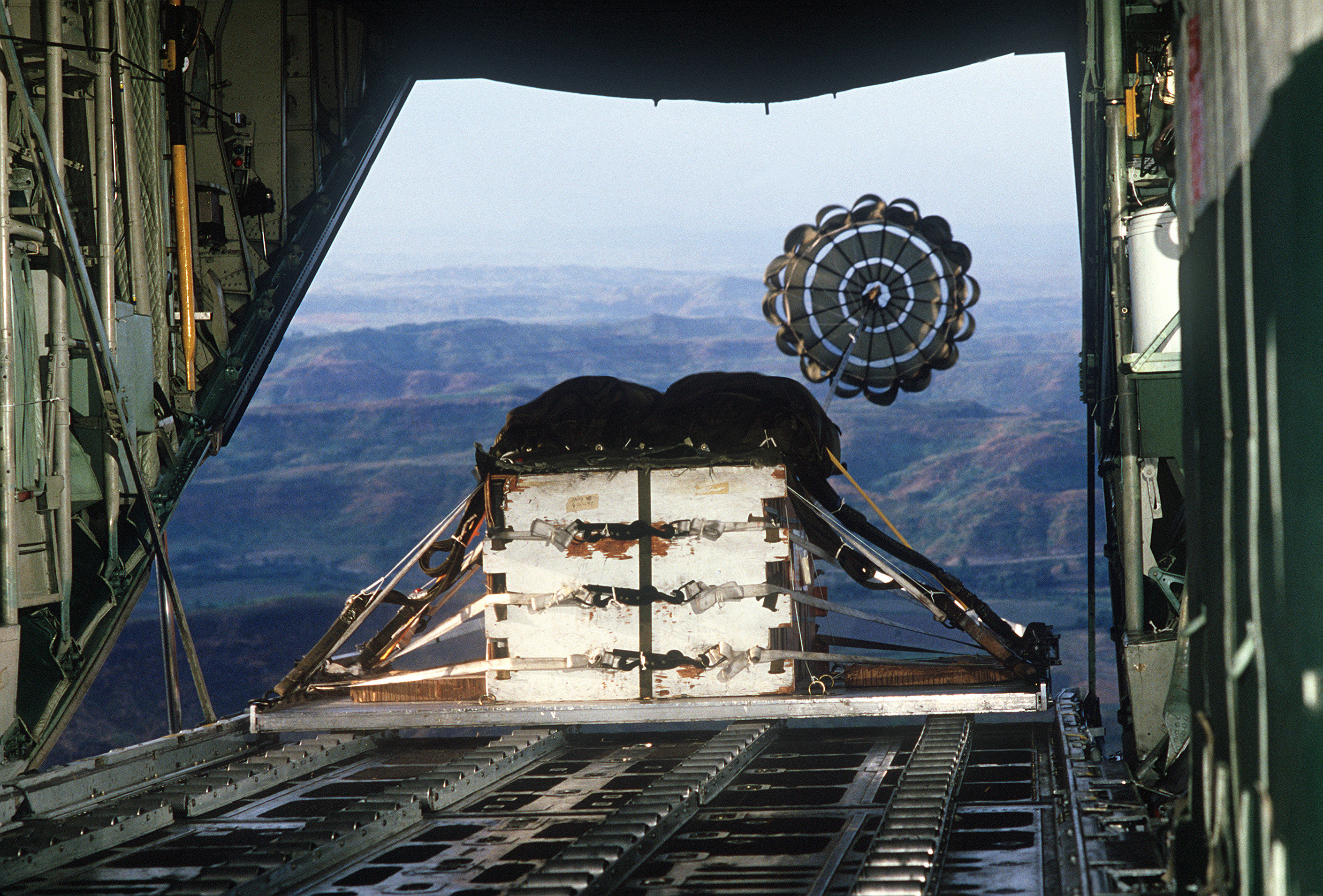

القفز بالمظلة يمكن القيام به ليلا ونهارا. الشرط الرئيسي هو سرعة الرياح.
- في المظلات العسكرية، هناك:
- فتح المظلة تلقائيا مع القفز
- فتح المظلة بتحكم القافز
- إنزال جوي للمعدات